# Francesco Maria Benedetti
Francesco Maria Benedetti (Assisi, 12 dicembre 1683 – Assisi, 2 luglio 1749) è stato un compositore e francescano italiano.

## Biografia
Francesco Maria Benedetti, nato ad Assisi, fu Maestro di cappella ad Assisi, Torino ed Aosta.
Frate minore conventuale dal 1715 al 1722 fu Maestro di cappella nella chiesa di San Francesco d'Assisi a Torino, dal 1727 tornò ad Assisi come Maestro di cappella della Basilica di San Francesco in sostituzione di F.M. Zuccari. Nel periodo 1722-1727 fu presente ad Aosta, sempre con l'incarico di Maestro di cappella.
Il 22 dicembre 1734 gli fu offerto il posto di maestro di cappella del Duomo di Urbino, ma il capitolo di San Francesco di Assisi non gli permise di assumere il posto e dovette rinunziare. Trascorse ad Assisi l'ultima parte della sua vita. 
Compose 270 opere principalmente di musica sacra: Mottetti, Magnificat e Antifone mariane, Salmi, Messe, Musiche per l'ufficio corale, Oratori, Sonate 'da organo capricciose', Sonate per archi, .